# بوليط زائغ
بوليط زائغ (الاسم العلمي:Boletus aberrans) هو نوع الفطريات يتبع جنس البوليط من الفصيلة البوليطية.